# Aldo Ino Ilešič
Aldo Ino Ilešič (né le 1er septembre 1984 à Ptuj) est un coureur cycliste slovène.

## Biographie
Originaire de Ptuj, Ilešič signe son premier contrat professionnel en 2004 dans l'équipe slovène Perutnina Ptuj, cette année-là, il remporte une étape de l'Olympia's Tour devant Kenny van Hummel.
Il confirme ses qualités de sprinter l'année suivante en décrochant quelques places d'honneur lors du Tour de Cuba, The Paths of King Nikola et le Tour du Loir-et-Cher. Mais, il ne lève pas les bras de la saison.
En 2006, il remporte sa première grande victoire lors d'un sprint massif à la Course de la Solidarité Olympique, il gagne également une étape du Tour des régions italiennes.
Après une année 2007 décevante, il signe dans l'équipe slovène Sava. Il remporte dans cette équipe de course de catégorie 1.2 : le Poreč Trophy et Banja Luka-Belgrade I. Il gagne également quelques courses amateurs américaines.
Ces bons résultats sur le continent américain attirent l'attention de l'équipe Team Type 1 qui le fait signer pour la saison 2009. Lors de cette année, il ne gagne pas de course professionnelle mais s'illustre sur quelques courses amateurs américaines.
Il réalise une excellente saison 2010 : en début d'année lors du Tour du Maroc il enlève trois étapes. Ensuite, il remporte la 1re étape du Tour du Mexique et porte le maillot de leader une journée. Enfin, il conclut sa saison en empochant deux étapes du Tour de Rio.
Il aborde la saison 2011 avec une place de leader dans l'équipe qui prend le statut d'Équipe continentale professionnelle. Cela lui permet de courir des courses plus importantes. La saison commence plutôt bien pour lui puisque lors de l'Étoile de Bessèges, il termine à deux reprises dans le top cinq d'étapes. Puis, il réalise également une bonne Semaine internationale Coppi et Bartali en terminant une fois dans le top dix. Mais, à partir de cette course, ses résultats deviennent plutôt moyens avec pour meilleur résultat une douzième place au championnat de Slovénie du contre-la-montre.
C'est donc en manque de résultats qu'il aborde l'année 2012. Pourtant, cette année-là, il réalise l'une de ses meilleures saisons. En effet, il remporte sa plus grande victoire lors du Tour du lac Qinghai. Il gagne également une étape du Tour de Chine I. Enfin, il remporte pour la troisième fois de sa carrière une étape du Tour de Rio. Au cours de cette année, il réalise vingt-quatre top dix et termine six fois sur un podium d'étape.
Malgré ses bons résultats, il n'est pas conservé chez Team Type 1. En effet, l'équipe souhaitant n'avoir pour la saison 2013 seulement des diabétiques. Mais, il signe dans l'équipe américaine UnitedHealthcare. Il signe cette année-là deux top dix lors du Tour de Langkawi
Il reprend la saison 2014 lors du Tour du Qatar.

## Palmarès
| - 2003 - 3e étape du Tour de Slovénie - 2004 - 6e étape de l'Olympia's Tour - 2005 - 1reb étape de The Paths of King Nikola (contre-la-montre par équipes) - 2006 - 5ea étape du Tour des régions italiennes - 4e étape de la Course de la Solidarité Olympique - 2007 - Grand Prix Šenčur - 2008 - Poreč Trophy - Eröffnungsrennen Leonding - Banja Luka-Belgrade I - Mémorial Stjepan Grgac - Vista Grand Prix - 3e du Grand Prix Kranj - 2009 - BaseCamp International - Hanes Park Classic - 2e de la Kelly Cup - 2e du Wells Fargo Twilight Criterium - 2e du Charlotte Presbytarian Hospital Invitational Criterium - 3e du Tour de Somerville | - 2010 - 3e, 7e et 10e étapes du Tour du Maroc - 1re étape du Tour du Mexique - 4e et 5e étapes du Tour de Rio - 2012 - 7e étape du Tour du lac Qinghai - 4e étape du Tour de Rio - 3e étape du Tour de Chine I - 2e du TD Bank International Cycling Championship - 2013 - Clarendon Cup - 2015 - 3e étape du Tour of America's Dairyland - Rochester Twilight Criterium - TD Bank Mayors Cup - 3e du Tulsa Tough - 3e du Tour of America's Dairyland - 2016 - Gateway Cup : - Classement général - 1re et 3e étapes - 3e du Sunny King Criterium - 2017 - 6e étape du Tour of America's Dairyland |  |

## Classements mondiaux
| Année            | 2005 | 2006 | 2007 | 2008 | 2009 | 2010 | 2011  | 2012 | 2013 | 2014 | 2015 |
| ---------------- | ---- | ---- | ---- | ---- | ---- | ---- | ----- | ---- | ---- | ---- | ---- |
| UCI Africa Tour  |      |      |      |      |      | 51e  |       |      |      |      |      |
| UCI America Tour | 287e |      |      |      |      | 96e  | 374e  | 22e  |      |      |      |
| UCI Asia Tour    |      |      |      |      |      |      |       | 43e  | 157e |      | 188e |
| UCI Europe Tour  | 422e | 437e | 819e | 126e |      |      | 1054e |      |      | 844e |      |